# Théodore d'Antioche (patriarche d'Antioche)
Théodore d'Antioche fut le quarante-troisième patriarche d'Antioche de 649 à 667 suivant le décompte de l'Église syriaque orthodoxe